# Papič
Papič je priimek več znanih Slovencev:
- Bojan Papič (*1955), ekonomist in politik
- Ferdo Papič (1929–1997), gozdar
- Igor Papič (*1966), elektrotehnik, univ. prof., rektor, politik
- Jože Papič (*1954), košarkar
- Julij Papič (1912–1990), kipar in slikar slovenskega rodu v Zagrebu
- Sreč(k)o Papič, glasbenik, (filmski) scenograf ...
- Zdravko Papič (1953–2013), grafični oblikovalec in avtor "lipovega lista", ilustrator, profesor, filmski scenograf
- Žan Papič (*1992), igralec, stand-up komik, tv voditelj, podcaster